# Алтернатива за българско възраждане
Алтернатива за българско възраждане, широко известна със съкращението АБВ, е лявоцентристка социалдемократическа политическа партия в България.

## История
Създадена е през януари 2014 година. Лидер на партията е Георги Първанов – президент на България (2002 – 2012) и лидер на Българската социалистическа партия (1996 – 2001).
На изборите за членове на Европейския парламент през май 2014 година партията събира 4,02 % от действителните гласове.
През април 2019 г. АБВ и още няколко партии сформират коалиция, под името „Коалиция за България“, за явяване на европейските избори.
През август 2022 г. влиза в коалиция с партия „Български възход“ с председател бившия служебен министър-председател на България и министър на отбраната генерал Стефан Янев и участва в изборите за 48-о народно събрание, където коалицията „Български възход – АБВ“ печели 4,8 процента от гласоподавателите и влиза в 48-ото народно събрание с 12 народни прдставители.

## Председатели
| № | Име (роден – починал)         | Картина | Мандат         | Мандат         |
| - | ----------------------------- | ------- | -------------- | -------------- |
| 1 | Георги Първанов (1957 – )     |         | 25 януари 2014 | 15 януари 2017 |
| 2 | Константин Проданов (1977 – ) |         | 15 януари 2017 | 19 май 2018    |
| 3 | Румен Петков (1961 – )        |         | 19 май 2018    | настояще       |

## Участия в избори

### Парламентарни
| година      | избори           | гласове | %     | резултат |
| ----------- | ---------------- | ------- | ----- | -------- |
| 2014        | Народно събрание | 136 223 | 4,15  | 11 / 240 |
| 2017*       | Народно събрание | 54 409  | 1,55  | 0 / 240  |
| 04.04.2021  | Народно събрание | 14 798  | 0,46  | 0 / 240  |
| 11.07.2021* | Народно събрание | 365 695 | 13,39 | 1 / 240  |
| 02.10.2022* | Народно събрание | 3 760   | 4.89% | 1 / 240  |
| 02.04.2023  | Народно събрание |         | 2,2%  | 0 / 240  |

- На изборите през 2017 г. участва като част от коалиция „АБВ – Движение 21“.

- На изборите на 04.07.2021 г. участва като част от коалиция „БСП за България“ и успява да реализира 1 депутат.
- На Парламентарните избори в България през октомври 2022 г. влиза в 48-ото народно събрание в колация с партия „Български възход“ с председател генерал Стефан Янев.

### Европейски парламент
| година | избори               | гласове | %    | резултат |
| ------ | -------------------- | ------- | ---- | -------- |
| 2014   | Европейски парламент | 90 061  | 4,02 | 0 / 17   |
| 2019*  | Европейски парламент | 16 759  | 0,86 | 0 / 17   |

- На изборите през 2019 г. участва като част от „Коалиция за България“.

### Президентски
| година | избори    | гласове | %    | резултат                        |
| ------ | --------- | ------- | ---- | ------------------------------- |
| 2016   | Президент | 125 531 | 3,28 | Ивайло Калфин губи на първи тур |

## Местни избори

### 2015
На местните избори АБВ печели контрол над общинските съвети на две общини.

### 2019
На местните избори през 2019 ПП АБВ реализира 23 кмета на общини и над 200 души в общинските съвети в страната